# Jeff Daniels
Jeff Warren „Jeff” Daniels (n. 19 februarie 1955, Georgia, SUA) este un actor, muzician și autor dramatic american.
Acesta s-a născut în Athens, Georgia și a crescut în Chelsea, Michigan. Daniels frecventa Universitatea Michigan
unde participă în programul lor de teatru, înainte să se mute la New York. Prima sa performanță în New York a fost în "The Shortchanged Review"(1979).

## Carieră
Daniels a început în câteva producții, pe Broadway și înafara lui. Pe Broadway, a apărut în "Lanford Wilson's Redwood
Curtain", "A.R.Gurney's The Golden Age" și în "Wilson's Fifth of July", pentru care a câștigat un premiu Drama Desk Award
pentru Best Supporting Actor.
În afara Brodway-ului a primit o nominalizare la Drama Desk cu "Wilson's Lemon Sky" și un premiu Obie
pentru performanțele sale în Circle Repertory Company producția lui Johnny Got His Gun.
Se va întoarce pe scenă în 2009, unde o să apară pe Broadway în "God of Carnage" alături de Marcia Gay Harden, Hope Davis
și James Gandolfini. Acesta a mai fondat și Compania de teatru Purple Rose(Trandafirul Purpuriu).

## Cariera de actor
Deși era un actor dramatic, Daniels a fost ales să joace în filme de alte genuri precum thriller-ul "Blood Work" în 2002 și
în comedia "Dumb & Dumber" din 1994 interpretându-l pe Harry Dunne. Daniels l-a mai interpretat și pe Joshua Lawrence
Chamberlain în "Gettysburg" la fel ca și în Gods and Generals.
Cel mai notabil, Daniels este de asemenea cunoscut pentru rolurile din filmele Speed, Terms of Endearment, My
Favorite Martian, Gettysburg, Arachnophobia, Because of Winn-Dixie și The Squid and the Whale. Mai recent a 
apărut în filmul RV împreună cu Robbin Williams. El continua să joace și va interpreta în multe filme. Suplimentar acesta a mai apărut în SNL, adăugând și o varietate de show-uri la televizor precum Late Night with Conan O'Brien.

## Cariera muzicală
Daniels s-a concentrat și pe înregistrarea unui anumit număr de piese muzicale ce le-a scris de-a lungul vieții sale, aparent marcând momente cheie. A fost ocupat cu două albume, "Grandfather's Hat" și "Jeff Daniels Live and Unplugged".

## Viața personală
Daniels și familia sa trăiesc în Chelsea, Michigan. Daniels este  căsătorit cu prietena lui de liceu, Kathleen Rosemary Treado din 1979. Ei au împreună trei copii: Benjamin (născut în 1984), Lucas (1987) și Nelie (1990). S-a căsătorit cu Treado într-o Vineri 13 pentru că el purta numărul 13 pe uniforma de baseball. Daniels este suporter al echipei de baseball "Detroit Tigers". Acesta a scris, regizat și început în "Escanaba în da Moonlight" și "Super Sucker" cu Purple Rose Films. El a fost introdus în Michigan Walk Of Fame în data de 25 Mai, 2006 în Lansing,Michigan.

## Filmografie
- Ragtime (film)|Ragtime (1981)
- Terms of Endearment (1983)
- Trandafirul roșu din Cairo (1985)
- Marie (film)|Marie (1985)
- Heartburn (film)|Heartburn (1986)
- Something Wild (1986 film)|Something Wild (1986)
- Zilele radioului (1987)
- The House on Carroll Street (1988)
- Sweet Hearts Dance (1988)
- Checking Out (1989 film)|Checking Out (1989)
- Arahnofobia (1990)
- Welcome Home, Roxy Carmichael (1990)
- Love Hurts (1991 film)|Love Hurts (1991)
- The Butcher's Wife (1991)
- Grand Tour: Disaster in Time (1992)
- There Goes the Neighborhood (film)|There Goes the Neighborhood (1992)
- Teamster Boss: The Jackie Presser Story (1992)
- Rain Without Thunder (1993)
- Gettysburg (film)|Gettysburg (1993)
- Speed (film)|Speed (1994)
- Dumb and Dumber (1994)
- Fly Away Home (1996)
- 2 Days in the Valley (1996)
- 101 Dalmatians (1996 film)|101 Dalmatians (1996)
- Trial and Error (1997 film)|Trial and Error (1997)
- Pleasantville (film)|Pleasantville (1998)
- My Favorite Martian (film)|My Favorite Martian (1999)
- All the Rage (1999)
- The Crossing (film)|The Crossing (Made for TV, 2000)
- Chasing Sleep (2000)
- Cheaters (film)|Cheaters (HBO film, 2000)
- Escanaba in da Moonlight (2001)
- Super Sucker (2002)
- Blood Work (film)|Blood Work (2002)
- The Hours (film)|The Hours (2002)
- Gods and Generals (film)|Gods and Generals (2003)
- I Witness (2003)
- The Goodbye Girl (Made For TV, 2004)
- Imaginary Heroes (2004)
- The Squid and the Whale (2005)
- Because of Winn-Dixie (film)|Because of Winn-Dixie (2005)
- Good Night, and Good Luck. (2005)
- RV (film)|RV (2006)
- Infamous (film)|Infamous (2006)
- The Lookout (2007)
- Mama's Boy (film)|Mama's Boy (2007)
- A Plumm Summer (2007)
- Sweet Nothing in My Ear (2008) (TV)
- Space Chimps (2008) (voce)
- Traitor (film)|Traitor (2008)
- Marțianul (2015)